# Rossana (cantante)
Rossana Capparuccini, conosciuta come Rossana (Roma, 24 novembre 1940), è una cantante italiana.

## Biografia
Debutta nel 1959 grazie all'incontro con il musicista Piero Trombetta. Quest'ultimo è reduce dall'esperimento di criminalizzazione del tango con l'arrangiamento a terzine e Rossana, entusiasta del nuovo genere, decide di intraprendere il genere detto della "mala", debuttando con il nome d'arte di La Mala. Si propone, quindi, al pubblico con un look aggressivo costituito da pantaloni neri e maglioni accollati, interpretando brani come Satanik tango e Diabolik melody. 
L'artista, così, diventa la prima donna detta del "Kriminal song". Nel 1961, alla vigilia della Sei giorni della canzone, decide di cambiare genere, utilizzando il nome d'arte di Rossana. Alla manifestazione presenta il brano Corrida, ottenendo un discreto successo. L'anno seguente al Festival di Sanremo presenta il motivo Due cipressi, abbinata a Gian Costello.
Nel 1963 prende parte al Festival di Napoli cantando Stanotte nun sunnà, in abbinamento con la napoletana Maria Paris, ottenendo un buon successo. Dopo questa performance abbandona l'attività canora per dedicarsi ad altro.

## Discografia parziale

### Singoli
- 1961 - Czarda in blue/Rue de Siam (Philips, 363 543 PF)
- 1961 - Giostre/Perfidia (Philips, 363 571 PF)
- 1962 - Due cipressi/Aspettandoti (Philips, 363 583 PF)
- 1962 - Latin lover/Ritorna l'amore (Philips, 363 599 PF)

### EP
- 1961: Cocktail italiano (Philips, E 440 207 RT); Rossana interpreta "Perfidia". Con Silvia Guidi, Gianni Pucci, Lo Vetere, Anita Sol, Luciano Rondinella

### EP pubblicati fuori dall'Italia
- 1962 - 4 artistas 4 éxitos (Philips, 431 061 PE; edito per il mercato spagnolo. Rossana interpreta "Due cipressi")